# Camila Meza

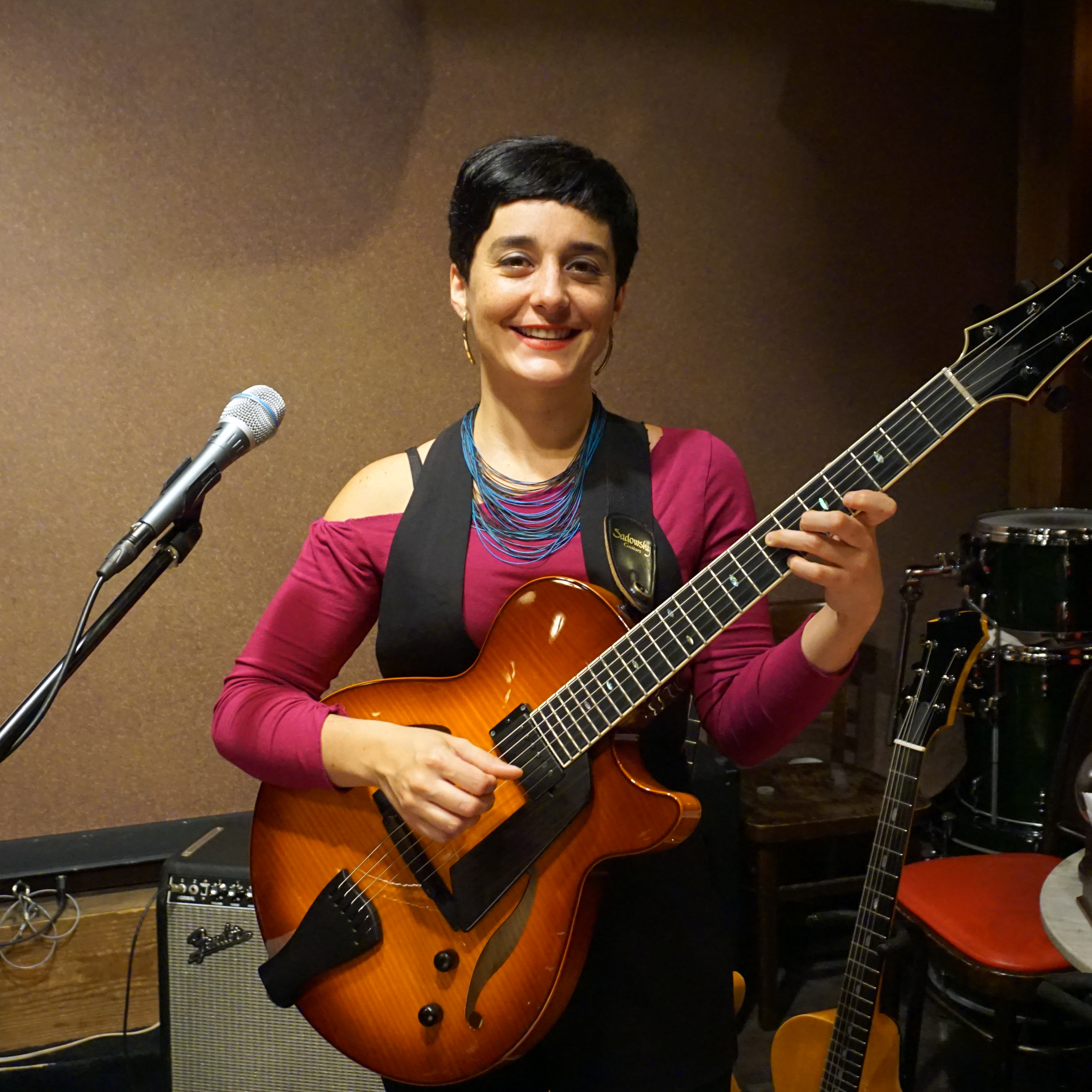
Camila Meza in Aoyama 2017

Camila Meza Bernstein (* 22. Juli 1985 in Santiago de Chile) ist eine chilenische Jazzmusikerin (Gesang, Gitarre) und Songwriterin.

## Leben und Wirken
Meza, die musikalisch von Jazzgitarristen wie George Benson und Pat Metheny sowie von südamerikanischer Musik und Folk beeinflusst ist, studierte zunächst bei Jorge Vidal und Jorge Díaz. Zunehmend orientiert an Claudia Acuña arbeitet sie ab Mitte der 2000er-Jahre in der Jazzszene ihrer Heimatstadt; dort entstanden 2005 erste Aufnahmen mit Giovanni Cultrera, Espinoza y Cia (Navidad en Jazz). Sie legte 2007 ihr Debütalbum Skylark (Stateside) vor.
2009 zog Meza nach New York, um an The New School Gitarre bei Peter Bernstein, Vic Juris und Steve Cardenas zu studieren. Seitdem arbeitete sie in der New Yorker Jazzszene auch mit Ryan Keberle (Into the Zone, 2014), Lucas Pino, Fabian Almazan und leitet ein eigenes Jazz-Oktett, The Nectar Orchestra. Das für Sunnyside Records aufgenommene Album Traces (2016, mit Shai Maestro, Matt Penman, Kendrick Scott, Bashiri Johnson, Jody Redhage, Sachal Vasandani), auf dem sie spanisch und englisch singt, erhielt zwei Independent Music Awards in der Kategorie Best Adult Contemporary Album und Best Latin Song („Para Volar“). Auch auf den Alben Find the Common, Shine a Light von Ryan Keberle und Sounds from the Deep Field von Bryan Copeland wirkte sie nach Ansicht der Kritik herausragend. Als Sängerin ist sie auch auf Carolina Calvaches Ballade „La Última Vez“ zu hören. 2017 gastierte das Camila Meza Quartet auf dem Festival Jazzahead. Im Folgejahr holte sie Gina Schwarz im Rahmen ihres Pannonica-Projektes ins Wiener Porgy & Bess. Zu hören war sie als Gastsolistin auch auf Ryan Keberles Album The Hope I Hold (2019), Marta Sánchez’ SAAM (Spanish American Art Museum) (2022) und Manon Mulleners Stories (2025). Im Kritikerpoll des Down Beat war Meza 2018 als Rising Star in den Kategorie Gitarre und weiblicher Gesang nominiert.
Nate Chinen beschrieb Mezas Gesang in The New York Times als „eine ansprechende Kombination aus Leichtigkeit und Tiefe [...], die mit einer hellen, klaren Stimme gegen den agilen Aufruhr einer erstklassigen Band ansingt.“ Der Diskograf Tom Lord listet sie zwischen 2005 und 2024 mit der Beteiligung an 21 Aufnahmesessions.

## Diskographische Hinweise
- Skylark (2007)
- Retrato (2009)
- Prisma (2013)
- Traces (2016)
- Ambar (2019)